# Nimfa (ptak)
Nimfa (Nymphicus hollandicus) – gatunek średniej wielkości ptaka z rodziny kakaduowatych (Cacatuidae), jedyny przedstawiciel podrodziny nimf (Nymphicinae) i rodzaju Nymphicus. Zasiedla Australię. Popularny ptak hodowlany. Według IUCN jest to gatunek najmniejszej troski (LC).

## Systematyka
Po raz pierwszy o istnieniu nimfy wspomniał Europejczyk, który towarzyszył Jamesowi Cookowi w jego podróży wzdłuż wschodniego wybrzeża Australii w 1770 roku. Złapany osobnik został zabity, wypchany i zdeponowany w Royal College of Surgeons w Anglii. Pierwszy opis naukowy tego gatunku sporządził John Latham, zaliczając nimfę do gatunku papug z czubem. W jego opisie brakowało jednak nazwy naukowej i informacji o pochodzeniu nimfy. W 1788 roku Johann Friedrich Gmelin nadał jej nazwę naukową Psittacus novaehollandiae, ale była ona niewłaściwa, ponieważ nadał ją także kilku innym gatunkom.
Pierwszy pomyłkę Gmelina odnotował Robert Kerr, w 1792 roku nadając nową nazwę: Psittacus hollandicus. Nazwa gatunkowa przetrwała do dziś, ale nazwę rodzajową należało zmienić. Obecnie rodzaj Psittacus obejmuje żako, a po raz pierwszy została ona opisana właśnie w tym rodzaju. W 1832 roku Johann Georg Wagler nadał jej nazwę rodzajową Nymphicus. Tego samego roku William Swainson opisał nimfę pod nazwą Leptolophus auricomis, a trzy lata później René Primevère Lesson pod nazwą Calopsitta guy. W roku 1912 Gregory Mathews wyróżnił trzy podgatunki: pallescens, intermedius i obscurus. Obecnie nie wyróżnia się żadnych podgatunków.
Etymologia nazwy naukowej: Nazwa rodzajowa Nymphicus pochodzi od nimf w sensie bogiń, a nazwa gatunkowa hollandicus od dawnej nazwy Australii – Nowa Holandia.

## Morfologia
U nimf odmiany nominalnej (typowej dla dzikich nimf) występuje wyraźny dymorfizm płciowy. Samiec jest ciemnoszary, szary lub jasnoszary z jaśniejszą piersią i brzuchem. Głowa żółta, z szarym czubkiem z żółtym końcem. Pomarańczowe plamy policzkowe. Biały brzeg skrzydła. Nogi, dziób i sterówki szare. Samice mają szare pióra na głowie i żółty, prążkowany ogon. Młode do pierwszego pierzenia (ok. 6 miesięcy) wyglądają jak samice.

### Wymiary i masa ciała
Nimfy z hodowli zazwyczaj są większe. Wymiary:
|                        | Dorosły samiec           | Dorosła samica           |
| ---------------------- | ------------------------ | ------------------------ |
| Całkowita długość      | 28–31 cm                 | 28–31 cm                 |
| Długość skrzydła       | 17–18 cm                 | 16–17 cm                 |
| Długość ogona          | 16–19 cm                 | 15–17 cm                 |
| Długość czaszki        | 34 mm (bez dzioba 26 mm) | 34 mm (bez dzioba 26 mm) |
| Szerokość czaszki      | 22–27 mm                 | 22–26 mm                 |
| Długość czubka         | 36–58 mm                 | 36–53 mm                 |
| Długość kości stępowej | 15–17 mm                 | 15–16 mm                 |
| Długość dzioba         | 13–15,1 mm               | 13,2–14,1 mm             |
| Rozpiętość skrzydeł    | 46 cm                    | 46 cm                    |
| Masa ciała             | 80–100 g                 | 80–100 g                 |

## Występowanie
Nimfy zasiedlają wnętrze kontynentu australijskiego, nie występują na wybrzeżach, zachodniej części Australii Południowej oraz na Tasmanii i Przylądku Jork.

### Środowisko
Nimfy preferują otwarte tereny z dostępem do świeżej wody. Występują także w terenach rzadko zalesionych i sawannach; wędrowne nimfy jedzą nasiona akacji, więc są też spotykane w ich zaroślach. Temperatura miejsca w ich środowisku życia waha się od 4,5 stopnia Celsjusza zimą do 43 stopni latem. Dziuple w drzewach wykorzystują jako miejsca do gniazdowania. Zasiedlają tereny do wysokości 500 m n.p.m.

## Pożywienie
Nimfy żywią się głównie nasionami roślin zielnych, w szczególności nasionami traw z rodzaju Astrebla, zwanymi popularnie trawami Mitchella. Jeżeli nie są zmuszone do nadmiernego wysiłku, potrafią długo wytrzymać bez wody; czerpią ją wtedy z ziaren. Dietę uzupełniają jagodami, pączkami kwiatów i nektarem. Zjadają także nasiona akacji oraz pszenicy.

## Tryb życia i zachowanie
Nimfy są dobrze przystosowane do lotu, gdyż prowadzą koczowniczy tryb życia. Składa się na to budowa skrzydeł, kształt ciała i ogona. Wędrują w stadach, w ten sposób łatwiej znajdują pożywienie i dostrzegają drapieżniki. Nie lubią liściastych gałęzi, siedzą więc najchętniej na martwych drzewach. Na ziemi są bardzo ostrożne. Wodopój odwiedzają wcześnie rano i wieczorem. Zaraz po napiciu się całe stado odlatuje. Pożywiają się również w grupie. Nimfy czyszczą się wzajemnie, a nimfa czyszcząca grzbiet, ogon i skrzydła trzyma głowę w górze. Możliwe, że pierwszym kontaktem przyszłych par nimf jest właśnie prośba o czyszczenie. Proszący o to ptak trzyma głowę nisko, kładzie czubek i mruży oczy, co oznacza, że nie ma złych zamiarów. Nimfy żyją na wolności 10–14 lat; w niewoli do 25.

### Głos
Samce śpiewają w celu zwrócenia na siebie uwagi samic. Robią to też w celu wyrażenia swojej radości. Samczyk zaczyna śpiewać, gdy ma około roku; uczy się od pozostałych członków stada. Ptak w niewoli może naśladować ludzki gwizd i wplatać elementy, których się nauczył w swą pieśń. Krzyk ostrzegawczy brzmi jak „kłi!”, „kiłi!” lub podobnie. Zazwyczaj ostrzegają samce. Swoje niezadowolenie nimfa pokazuje zrzędzącym, trochę charczącym odgłosem. Nimfy często komunikują się ze sobą, również w trakcie budowy gniazda. Pisklęta wołają o jedzenie dźwiękiem przypominającym „oink”.

## Rozród

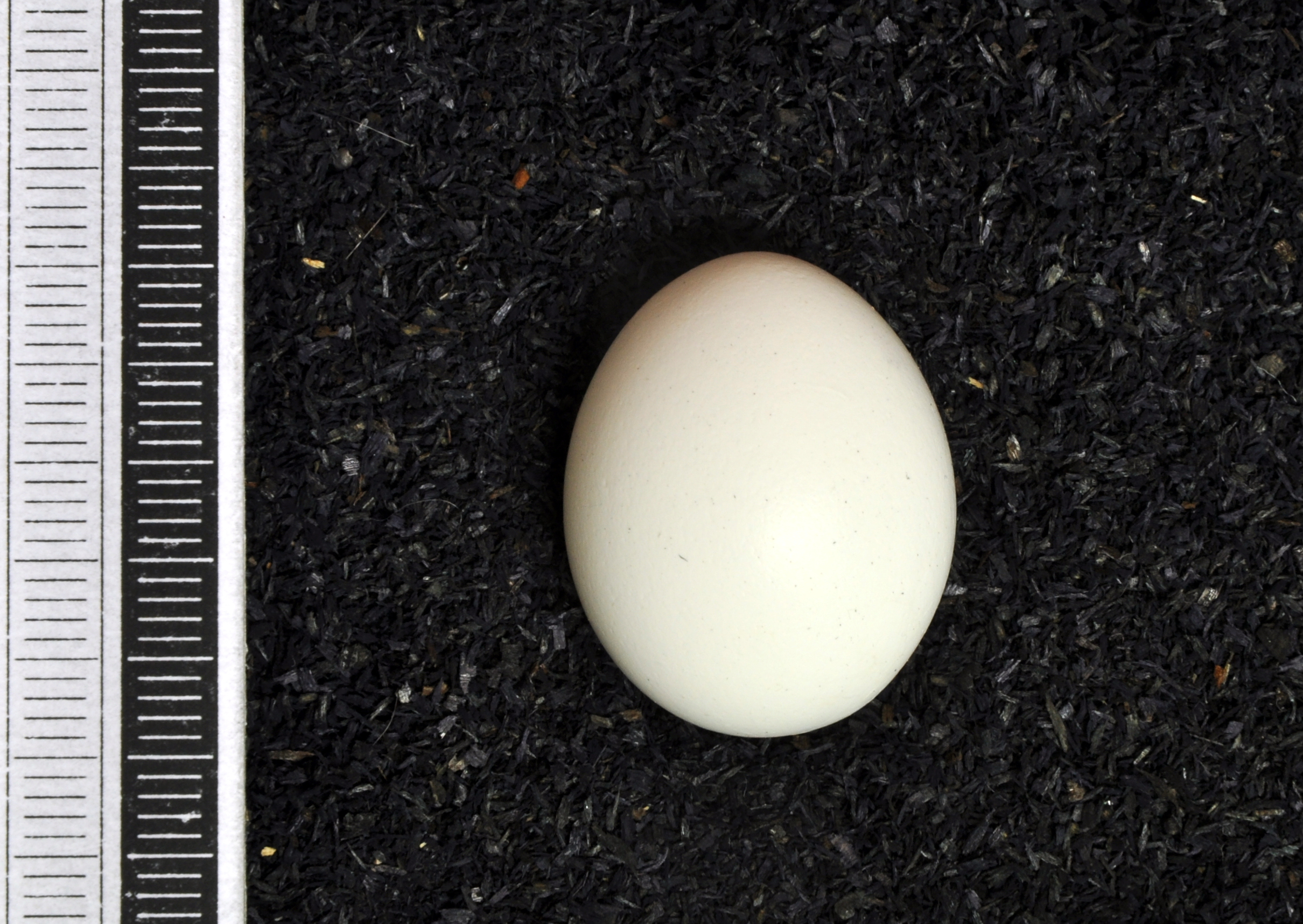
Jajo

Nimfy są monogamiczne. Okres lęgowy przypada od września do października.
Gniazdo: Nimfy lęgną się w dziuplach. Nie ma problemów ze znalezieniem miejsca na gniazdo, gdyż drzewa często są wyjedzone przez termity albo połamane. Zazwyczaj jedno drzewo zasiedla jedna para. Preferują martwe eukaliptusy i zwykle gnieżdżą się na wysokości około 2 metrów nad ziemią.

Jaja: 4–7 na sezon, barwy białej. Mają one wymiary 24,5x19 mm.

Wysiadywanie: 17–23 dni. Samiec nie karmi samiczki, jeżeli idzie ona szukać pożywienia – samiec ją zastępuje.

Pisklęta: Po wykluciu ważą 4–6 gramów. Usamodzielniają się po 4 do 5 tygodniach, a są zdolne do rozrodu po 1,5 roku od wyklucia. Czasem zdarza się, lecz jest to rzadkością, że dorosłe nimfy usuwają skorupki z gniazda po tym, jak młode się wyklują.

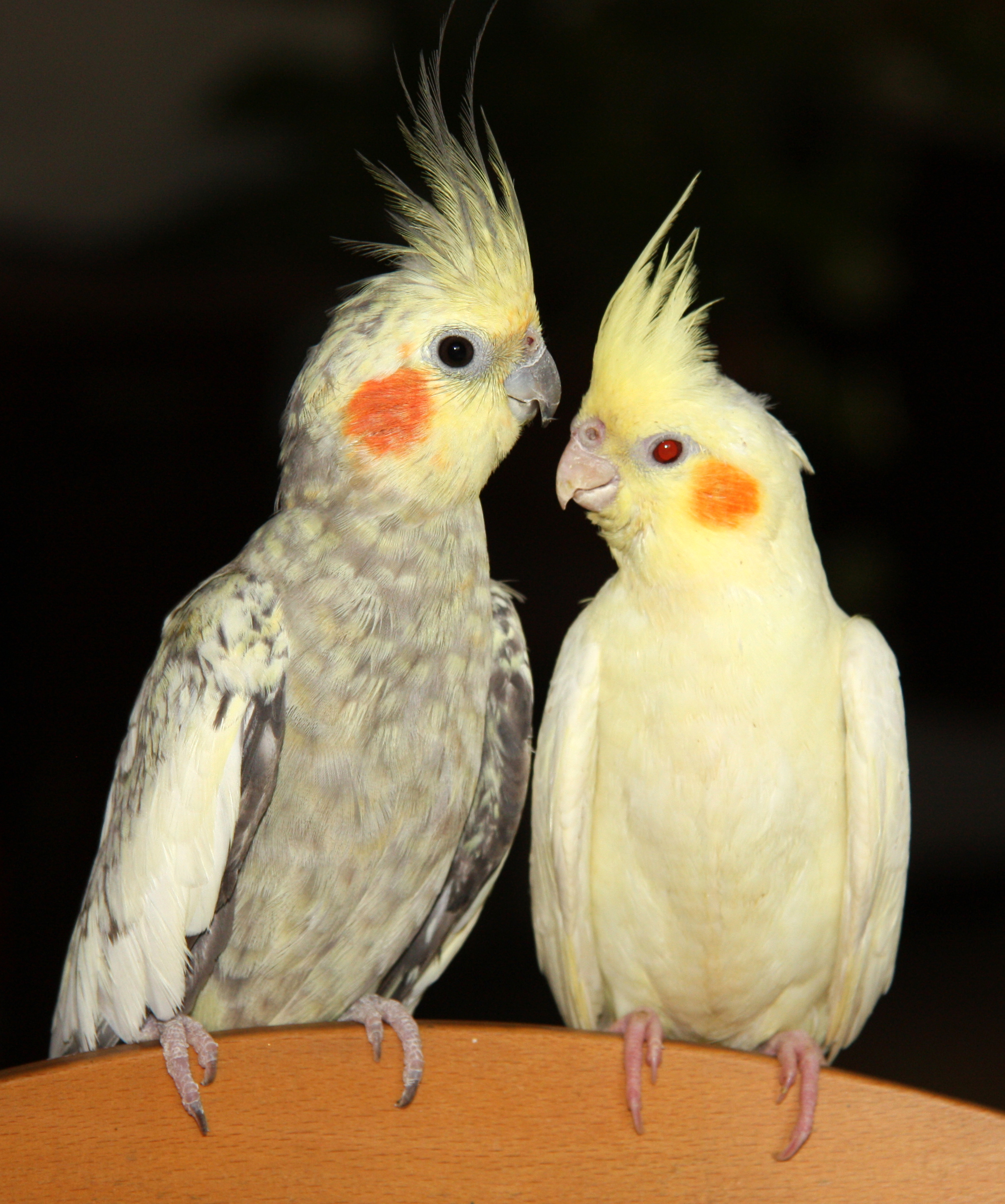
Po lewej ptak odmiany perłowej, po prawej lutino

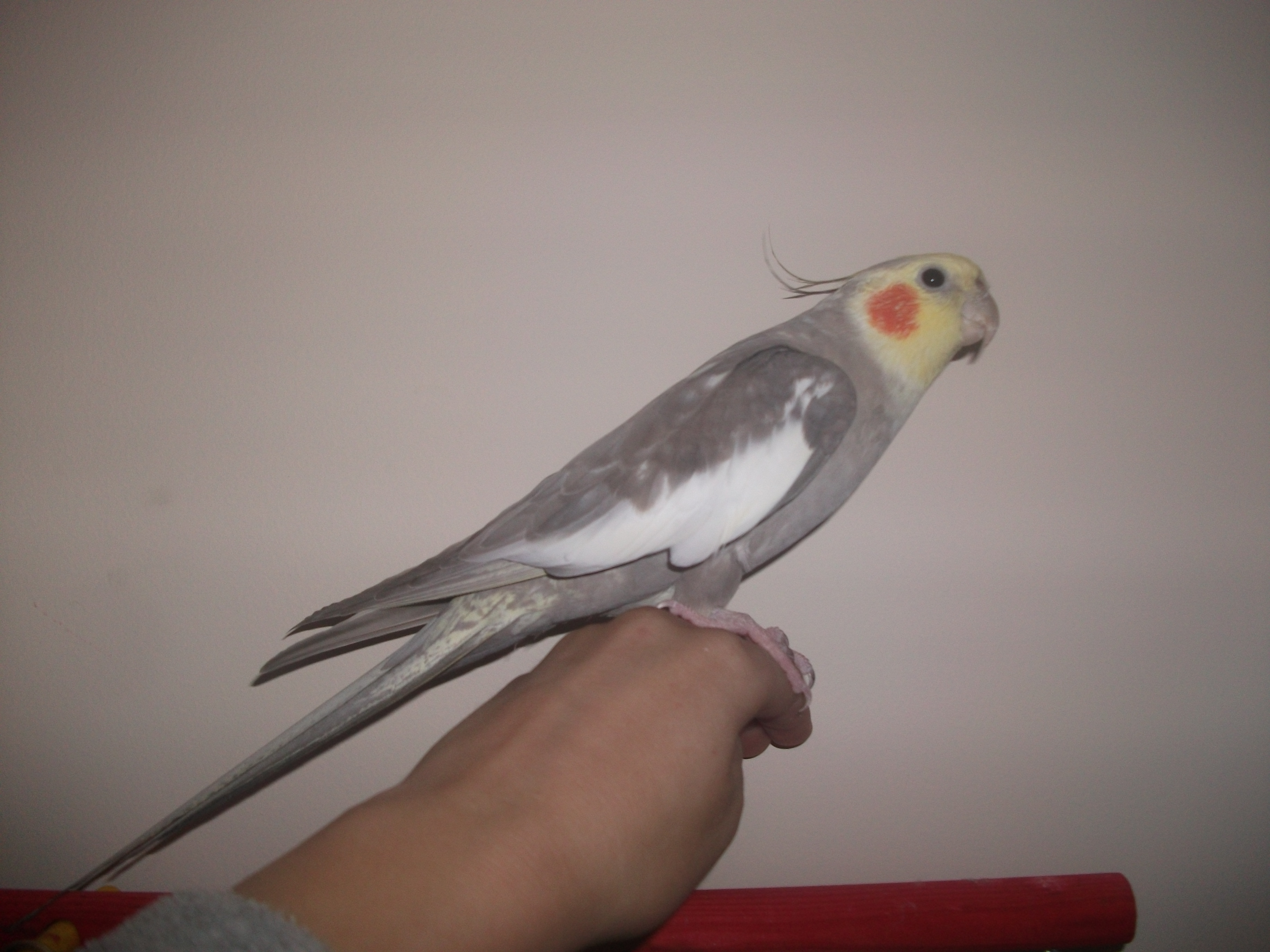
Nieco ponad roczny samiec nimfy odmiany perłowej; po pierzeniu, białe plamki na skrzydłach są już niewidoczne

## Pasożyty i choroby
Młode nimfy bywają niekiedy atakowane przez drożdże z rodzaju Candida i bakterie z rodzaju Chlamydophila. Pasożyty jelitowe, np. z rodzaju Giardia, mogą występować nawet u zdrowo żywionych ptaków. U dorosłych nimf często występują choroby wątroby, nerek i układu rozrodczego (u samic). Przykłady innych chorób i dolegliwości występujące u nimf w niewoli:
- zła kondycja
- biegunka i zaburzenia trawienia
- zaburzenia przemiany materii
- wymioty
- zapalenie spojówek
- katar
- urazy mechaniczne
- zaparcie jaja

## Mutacje
Mutacje barwne nigdy nie zdarzają się w naturze. Wyhodowano następujące:
- białogłowa
- bladogłowa
- lutino
- platinum
- niesprzężone z płcią lutino
- pastelowa srebrna
- świecąca srebrna
- dominująca srebrna
- west coast silver
- recesywna srebrna
- płowa
- perłowa
- szek
- żółtolica
- oliwkowa
- nominalna